# بشقابی قزل‌اوزنی
بشقابی قزل‌اوزنی (نام علمی: Scutellaria bornmuelleri) نام یک گونه از سرده بشقابی است.